# Высокое (Мценский район)
Высо́кое — деревня в Мценском районе Орловской области России. Административный центр Высокинского сельского поселения.

## География
Деревня находится в северной части Орловской области, в лесостепной зоне, в пределах центральной части Среднерусской возвышенности, к востоку от реки Алёшня, к западу от реки Зуша, на расстоянии примерно 18 км (по прямой) к юго-востоку от города Мценск, административного центра района. Абсолютная высота — 250 м над уровнем моря.
Климат
Климат характеризуется как умеренно континентальный с умеренно морозной зимой и теплым, иногда жарким летом. Средняя многолетняя температура самого холодного месяца — января, составляет −9,4°С, температура самого теплого +19°С.
Часовой пояс
Деревня Высокое, как и вся Орловская область, находится в часовой зоне МСК (московское время). Смещение применяемого времени относительно UTC составляет +3:00.

## Население
| 2002 | 2010 |
| ---- | ---- |
| 286  | ↗348 |

Половой состав
По данным Всероссийской переписи населения 2010 года, в гендерной структуре населения мужчины составляли 45,4 %, женщины — соответственно 54,6 %.
Национальный состав
Согласно результатам переписи 2002 года, в национальной структуре населения русские составляли 94 % из 286 чел.

## Улицы
- ул. Молодёжная,
- ул. Садовая,
- пер. Солнечный,
- ул. Центральная,
- ул. Школьная[8].

## Инфраструктура
В деревне действуют основная школа с дошкольной группой, врачебная амбулатория, дом культуры и библиотека.